# 아는동생
아는동생은 대한민국의 음악 그룹이다. 2014년 노래 '오빠 어디야'로 데뷔했다.

## 음반
- A.N.D.S (2014)
- 유기묘 돕기 프로젝트 앨범 '꽃보다 고양' (2014)
- 우린하나 (2015)
- 딴따단 (2015)

## 경력
- 중국 요녕성 중국예술가연합회 한류홍보대사 (2016)
- 서울동작경찰서 홍보대사 (2016)
- 한국재능기부봉사단 홍보대사 (2015)
- 샘솟는기쁨 복지재단 홍보대사 (2014)
- 다민족문화예술교류총연합 홍보위원 (2014)

## 수상
- 제22회 대한민국 문화연예대상 K-POP 신인상 (2014)